# Пограничне (Багратіоновський район)
Пограни́чне (рос. Пограничное) — селище Багратіоновського району, Калінінградської області Росії. Входить до складу Долгоруковського сільського поселення. Населення — 71 особа (2015 рік).